# 清水信次
清水 信次（しみず のぶつぐ、1926年〈大正15年〉4月18日 - 2022年〈令和4年〉10月25日）は、日本の実業家。株式会社ライフコーポレーション創業者、日本スーパーマーケット協会および国民生活産業・消費者団体連合会（生団連）創立者、名誉会長。
スーパーマーケット「ライフ」を興し、売上高7,000億円という日本最大の食品スーパーマーケットチェーンを一代で築いた。ダイエーの中内㓛、セブン&アイホールディングスの鈴木敏文、イオンの岡田卓也らとともに戦後の流通業界を牽引した人物である。

## 経歴

### 生い立ち
三重県津市生まれ。両親は大阪市天満で乾物・缶詰・青果などを販売する食料品店を営んでいた。
1944年（昭和19年）、陸軍に入隊して戦技特別研究要員（白兵戦、剣道助教）として中国に出征した。初年兵時代の戦友に後に不動産会社・秀和を起こしてバブル期には世界有数の富豪となった実業家・小林茂がいた。秀和は1980年代後半に流通株を買い占めるが（忠実屋・いなげや事件）、この背景には清水と小林の関係があった。
1945年（昭和20年）、陸軍特別幹部候補生、本土防衛特別攻撃隊を経て、敗戦を迎える。清水が戻った大阪は一面の焼け野原となっていた。当時19歳だった清水は、生き延びるため闇市で食品を売ったが、清水はこれ以降、食品流通・販売に終生携わることとなった。翌46年、大阪市天満に15坪の店舗兼自宅を構え、家業の食品卸売業 「清水商店」を継いで代表となった。東京のアメヤ横丁で買い占めた進駐軍の横流し物資を大阪で販売しはじめ、東京と大阪を行き来するうちにGHQと直接取引するようになった。

### 貿易関連事業
1950年（昭和25年）に朝鮮戦争が始まると、貿易の増加による物流需要の拡大を予測して単身上京。パイナップルやバナナの輸入業で利益を上げ、「パインちゃん」の異名をとる。またこの仕事を通じて、蓮舫の父で台湾人バナナ貿易商を営んでいた謝哲信と知り合い、家族ぐるみの交友を深めた。現在も台湾財界人に知己が多い。
1954年（昭和29年）、同志社大学を卒業した実弟の清水三夫が清水商店に入社し支配人となる。翌55年には謝らとバナナを輸入するための組合「日本バナナ輸入協会」などを設立した。同年には財閥解体令が廃止され、次第に財閥系商社が復権したため、競合する貿易業から新事業への転換を図り、食品スーパーを創業した。

### ライフ・コーポレーション創業
1956年（昭和31年）、清水商店を母体に株式会社清水実業を設立して代表取締役社長となる。欧米視察をもとに、61年にライフストア（現：ライフコーポレーション）を設立、一号店を大阪府豊中市に開店し社長に就任し、三夫が専務となる。バナナの輸入業を続けながら10年がかりで10店舗まで増やし、以降軌道に乗る。
1977年（昭和52年）日韓協力委員会常任理事、日本チェーンストア協会副会長。
1978年（昭和53年）日本小売業協会常任理事。
1980年（昭和50年）日本バナナ輸入組合理事長。
1982年（昭和57年）2月、ライフコーポレーションの株式上場を機に、社長職を三夫に譲り代表取締役会長となる。
1983年（昭和58年）、日本柑橘輸入協会副会長。
1986年（昭和61年）、日本チェーンストア協会会長に就任、日本パインアップル輸入協会会長。同年に藍綬褒章を受章している。
1988年（平成元年）、三夫が取締役に退いたため社長を兼務、日本パインアップル缶詰協会会長、全国スーパーマーケット協会名誉会長。
1993年（平成5年）から06年まで国策研究会の理事長、12年から15年までは会長を務めた。
1999年（平成11年）、日韓協力委員会副会長に就任。また日本スーパーマーケット協会を設立して初代会長に就任した。
2002年（平成14年）、日本チェーンストア協会副会長、日本流通未来教育センター代表取締役会長。
2003年（平成15年）、日韓協力委員会理事長。
2006年（平成18年）3月、三菱商事からライフコーポレーションに出向していた岩崎高治を代表取締役社長兼COOとし、自身は代表取締役会長兼CEOに就任した。
2009年（平成21年）、日本流通産業代表取締役会長、日本スーパーマーケット協会名誉会長、新日本スーパーマーケット協会名誉会長、対外経済貿易大学客員教授。
2011年（平成23年）、日本チェーンストア協会会長、国民生活産業・消費者団体連合会会長。
2013年（平成25年）、日韓協力委員会会長代行兼理事長。
2015年（平成27年）、日本小売業協会会長。
2017年（平成29年）、日本チェーンストア協会、国民生活産業・消費者団体連合会名誉会長。
2021年（令和3年）、代表権を返上し取締役名誉会長に就任するが、翌年5月27日付けで体力面が厳しいとの理由から取締役から退いた。名誉会長は続投。子息などに世襲はしない意向を表明し、業界の重鎮として、新聞・雑誌に多数登場。講演活動も行い、数多くの提言を行った。私生活においては、剣道教士六段。

## 人物
経営政策研究所が発行していた経済誌『経営コンサルタント』では、清水は業界の会合やパーティーで必ずといっていいほど挨拶を頼まれ、気骨のある清水が挨拶すると場内がピシャリと決まると評された。同誌のインタビューに清水は、尊敬する経済人としてそごうを経営していた水島廣雄を挙げている。
また、清水は多大な影響を受けた経営者として小松製作所元会長の河合良成の名前も挙げている。ライフ・コーポレーション前身の清水実業時代に河合の顧問として7年間仕事を共にしたことがあり、会長室へも出入り自由とされて常に意思疎通しながら相談できる間柄であったという。

### 論客として
1986年（昭和61年）の第3次中曽根内閣の売上税構想に反対。テレビ番組に出演するなど売上税反対の陣頭に立ち、世論を喚起する。
1987年（昭和62年）4月に放送が始まったテレビ朝日系討論深夜番組『朝まで生テレビ!』に出演していた。
2000年（平成12年）、第26回経済界大賞特別賞を受賞。

### 国政への意欲
2001年（平成13年）、当時の自由党党首であった小沢一郎の要請を受け「最後のご奉公」と、第19回参議院議員通常選挙に自由党候補として比例区から立候補した。結果は落選であったが、自由党第4位として当選した大江康弘（得票43,801）とは僅差の第5位（得票43,027）の次点であった。
この選挙の際、自由党4議席目は全議席確定直前まで当選者が決まらず、清水は開票速報を一晩中見守った。翌日の昼頃、テレビ各局は大江に当選確実を出し、大江は「最後の当選確実者」となった。清水は落選が決まり、記者に心境を問われると「（やっと当選者が）決まってよかった」とのみ述べ、午後から本業に戻った。その後2007年（平成19年）まで繰り上げ当選の可能性を有したものの、政治活動はしていなかった。
2009年（平成21年）12月、民主党の参議院議員選挙比例代表第1次公認候補に内定し、83歳にして再び国会を目指すことになった。翌2010年（平成22年）7月に行われた第22回参議院議員通常選挙に比例代表区から立候補したが、結果は再び落選であった。

### 戦争体験とアジア観
清水は、折に触れて自身の戦争体験を語っている。
天皇・内閣総理大臣・閣僚らの靖国神社公式参拝を求めており、これを非難する中国・韓国・北朝鮮に対し「外国にとやかく言われる筋合いはない」と反発していた。ただしその後、著書『さらばアメリカ』では中曽根政権時からの靖国参拝について批判的に述べている。
また、長らく台湾財界人との交流があり、台湾を支持していたが、近年は台湾への言及はなく、もっぱら中華人民共和国への言動が目立つ。
岸信介が1969年（昭和44年）に創立した日韓協力委員会の理事長を、清水は設立当初より続けている。2009年（平成21年）6月には、韓国政府から修交勲章光化章を受章した。さらに、長年幹部を務める日韓協力委員会に比する団体として「日中協力委員会」の設立に向け、2007年（平成19年）8月以来、当時の中国の王毅駐日大使と会談を重ね、日本と中国の協力団体設立を実現する方向で約束をしたことを著書で述べている。また、日中協力委員会の設立には残りの人生すべてを賭ける覚悟とも述べた。
ビジネスにおいては、ヤオハンなど同業他社の中国などへの進出も少なくないが、清水は「大東亜戦争の敗北によって、満州・朝鮮の日本人資産はことごとく失われてしまった。そういう歴史を見ているので進出はしない」と述べており、ライフの海外出店は行わない方針である。また周辺諸国との商慣行の相違にも注意を促している。

### 死去
2022年10月25日に老衰のため死去したことを同年11月7日、ライフコーポレーションが発表した。96歳没。

## 著書
- 『時短は国を亡ぼす』出版：ネスコ、発売：文藝春秋、1994年1月1日。ISBN 4-89036-865-5
- 『清水信次の日本大改造私案』騎虎書房、1995年7月1日。ISBN 4-88693-500-1
- 『闘魂人生必勝の道　日本一の食品スーパー「ライフ」を築き上げた男』経済界、2001年3月1日。ISBN 4-7667-8218-6
- 『政治家は国のために死ね!　真の独立国家への提言　国民と国益を無視した政治・行政の大罪』財界研究所、2001年6月1日。ISBN 4-87932-017-X
- 『男の死に方―戦争で生き残ったものの責務』経済界、2009年6月1日。ISBN 978-4766784497
- 『惜別 さらばアメリカ』経済界、2009年7月1日。ISBN 978-4766784527
- 『いま伝えたい日本人の誇るべき真髄』経済界、 2014年5月24日。ISBN 978-4766740004

## テレビ出演
- 朝まで生テレビ!（テレビ朝日系）ほか（朝まで生テレビ!のパネリスト一覧も参照）
- 経済羅針盤（NHK総合テレビ）
- NHKスペシャル「戦後ゼロ年 東京ブラックホール 1945-1946」(NHK総合テレビ)

## 家族・親族
- 清水三夫（弟）
  - 株式会社ライフコーポレーション相談役（元社長）
  - 株式会社ライフフーズ代表取締役会長
  - ライフエステート代表取締役会長
  - ライフビューティー代表取締役会長
  - 財団法人ライフスポーツ振興財団名誉会長（兼理事）
- 清水京子（姪。三夫の娘）- 声楽家